# Jorge Berlanga
Jorge García-Berlanga Manrique, conegut artísticament com a Jorge Berlanga (Madrid, 8 d'agost de 1958-Madrid, 9 de juny de 2011), va ser un escriptor i traductor espanyol. Era fill del cineasta Luis García Berlanga.

## Biografia
Va ser guionista de les últimes pel·lícules del seu pare. Va ser un dels promotors i assidus de la nit de la Movida madrilenya, amb el seu estil dandi. Va traduir també obra del poeta americà Charles Bukowski. Va ser gestor cultural de la Mostra de València. Va col·laborar com a columnista en ABC i, posteriorment, a La Razón. Va morir arran d'una llarga malaltia del fetge. En els mesos previs al seu òbit, estava preparant un musical en homenatge a la Movida anomenat "A quién le importa". Francisco Umbral va escriure sobre ell: «Sempre he vist clarament que Jorge Berlanga havia creat per ell el mite del columnista solitari i nocturn, a l'ombra d'una dona canviant i al sol de l'article matiner». Estava casat amb Guillermina Royo-Villanova des del 2 d'octubre de 2010. Federico Jiménez Losantos el va qualificar de «gran persona i gran periodista». El seu sepeli es va efectuar a Pozuelo de Alarcón.
Va ser besnet de l'advocat i polític Fidel García Berlanga (1859-1914), net de l'advocat i polític José García-Berlanga (1886-1952), fill del director de cinema Luis García Berlanga (1921-2010) i germà del músic Carlos Berlanga (1959-2002).
En 2009 va ser diagnosticat amb càncer de fetge. Va ser operat amb èxit però en 2010 se li va reproduir el càncer amb una metàstasi que li va causar la mort el 9 de juny de 2011 als 52 anys.

## Obres
Guionista
- Todos a la cárcel (1993), de Luis García Berlanga
- Villarriba y Villabajo (1994-1995) sèrie de TV
- París-Tombuctú (1999), de Luis García Berlanga
- Alas rotas (2002), de Carlos Gil
- Blasco Ibañez, sèrie de TV

Novel·les
- Un hombre en apuros